# 骑士宫

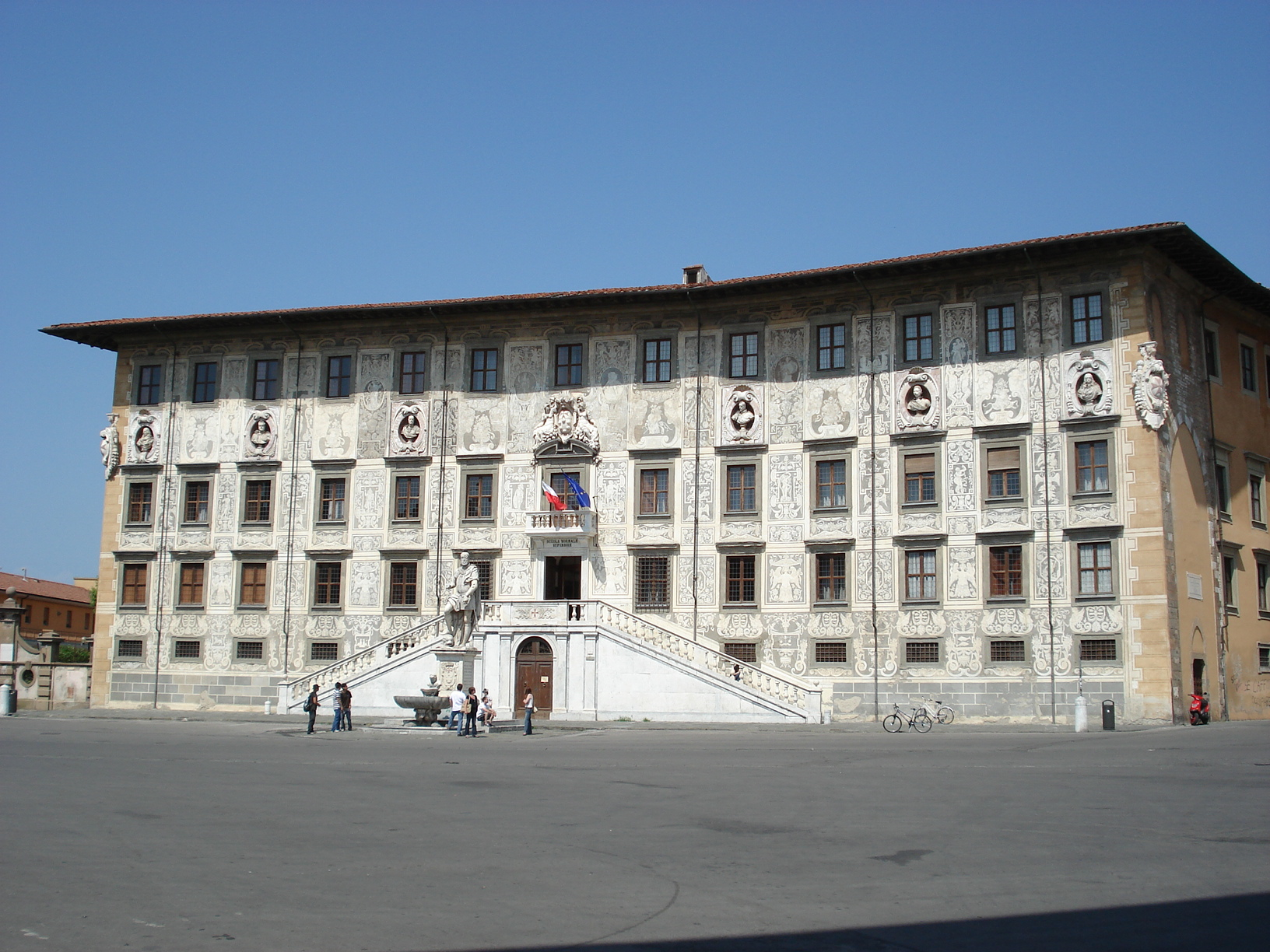
骑士宫

骑士宫（Palazzo della Carovana或Palazzo dei Cavalieri）是意大利比萨的一座历史建筑，位于市中心的骑士广场，现在是比萨高等师范学校（Scuola Normale Superiore di Pisa）所在地。
它由瓦萨里始建于1562年至1564年，作为圣斯德望骑士团的总部，是将原有的长老宫（Palazzo degli Anziani）改建而成。“Carovana”意思是骑士团的三年初学培训期。
立面上的寓言人物和黄道标志，是由瓦萨里本人设计。
在雕塑中包括美第奇家族和骑士团的纹章，两侧是代表宗教和司法的寓言人物（1563年）。楼上在16-18世纪增加了托斯卡纳大公的半身像。
双斜坡楼梯是在1821年重建。